# Чикасо (народ)

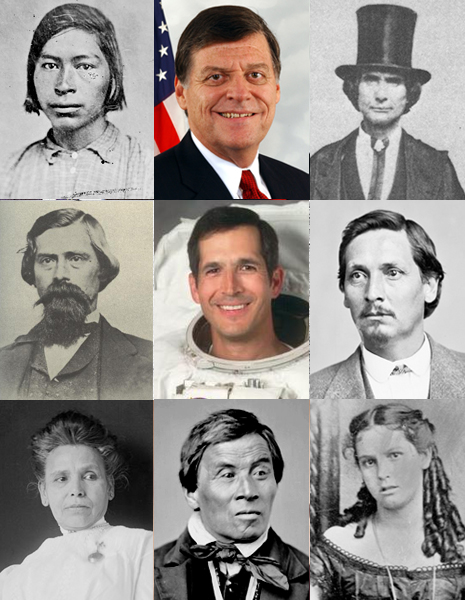
Портреты представителей чикасо

Чикасо, или чикасавы, — индейский народ, проживавший в юго-восточных штатах (Миссисипи, Алабама, Теннеси). Язык чикасо относится к маскогской языковой семье. Название «чикасо» происходит, по сообщению Дж. Суонтона, от имени одного из племенных вождей. «Чикасо» — английская транскрипция слова «чикаша» (tʃikaʃːa), что означало либо «повстанец», либо «выходец из Чикса».

## История
Чикасо входили в состав Миссисипской культуры, распространённой вдоль реки Миссисипи. Незадолго до первого контакта с европейцами чикасо переселились на восток. Согласно имеющимся историческим источникам, чикасо жили на северо-востоке штата Миссисипи, начиная со времён первого контакта и вплоть до вынужденного переселения в Оклахому, где большинство из них живут и сейчас. Они родственны племени чокто и связаны с ними общей историей.
Чикасо делятся на две группы: «Impsaktea» и «Intcutwalipa». Чикасо были одним из «Пяти цивилизованных племён», которые продали свои земли в 1832 г. и переселились на Индейские территории в эпоху депортации индейцев. Нация чикасо в Оклахоме на сегодняшний день — тринадцатое по величине племя, признанное на федеральном уровне.